# Cephalostemon gracilis
Cephalostemon gracilis är en gräsväxtart som först beskrevs av Eduard Friedrich Poeppig och Stephan Ladislaus Endlicher, och fick sitt nu gällande namn av Robert Hermann Schomburgk. Cephalostemon gracilis ingår i släktet Cephalostemon och familjen Rapateaceae. Inga underarter finns listade i Catalogue of Life.